# Admetovis oxymorus
Admetovis oxymorus är en fjärilsart som beskrevs av Augustus Radcliffe Grote 1873. Admetovis oxymorus ingår i släktet Admetovis och familjen nattflyn. Inga underarter finns listade i Catalogue of Life.